# Крум Попов (офицер)
 Тази статия е за офицера от МВР.  За дееца на БЗНС вижте Крум Попов.  
Крум Василев Попов е български офицер, генерал-майор от МВР.

## Биография
Роден е на 8 август 1894 г. в София. Работи като монтьор от 1912 г. в техническата секция на гара София. Служи като войник в първи артилерийски полк. Тогава завършва жп школа за локомотивен машинист. След това започва работа в жп депото в Дупница. По време на Владайското въстание през 1918 г. подпомага движението на разбунтувалите се войници. На следващата година участва в голямата Железничарска стачка, за което е уволнен. Баща му и брат му са убити по време на Септемврийското въстание при гара Орешец. След него той ръководи бойна група на гара София. През 1925 г. е арестуван, но освободен. През 1928 г. е уволнен завинаги от БДЖ заради комунистическа дейност. Тогава става сътрудник на ЦК на БКП. Арестуван през март 1929 г. и осъден на 5 години затвор. След като излиза в затвора е определен за секретар на ОК на БКП в София. От 1938 до 1943 г. е интерниран последователно в Крумовград, Гонда вода и Кръстополе. През ноември 1943 г. е мобилизиран като локомотивен машинист и освободен от лагера. Укрива в дома си Начо Иванов, Христо Михайлов и Мара Петлякова. След 9 септември 1944 г. е първи секретар на Профсъюза на железничарите и моряците. След това става главен инспектор в дирекцията на милицията. От 1946 г. е ръководител на Контрол над автомобилния транспорт (КАТ) с чин генерал-майор. През 1950 г. става началник на Държавното автомобилно предприятие. До 1959 г. е член на Бюрото на Контролно-ревизионната комисия на ЦК на БКП. С указ № 2273 от 24 октомври 1974 г. е обявен за герой на социалистическия труд. Носител е на два ордена „Георги Димитров“ (1974, 1984), „9 септември 1944 г.“ III ст и I ст., „Народна свобода 1941 – 1944 г.“ II ст., „Народна република България“ III ст. и други.